# Стивенсон, Эндрю (политик)
Э́ндрю Джордж Сти́венсон (англ. Andrew George Stephenson; род. 17 февраля 1981) — британский политик, член Консервативной партии. Министр без портфеля, председатель Консервативной партии (2022).

## Биография
В 2010 году избран в Палату общин от округа Пендл.
25 июля 2019 года назначен младшим министром в ведомстве иностранных дел и международного развития, 13 февраля 2020 года занял должность младшего министра транспорта, получив в своё ведение проект железнодорожной скоростной магистрали HS2, проект развития железнодорожной сети Северной Англии Northern Powerhouse Rail и проект железнодорожной линии между Йорком и Манчестером через Пеннинские горы Transpennine Route Upgrade.
7 июля 2022 года в ходе массовых отставок министров второго кабинета Бориса Джонсона, недовольных его руководством, Стивенсон был назначен министром без портфеля с правом посещения заседаний правительства и председателем Консервативной партии.
Был модератором выборов лидера Консервативной партии в Белфасте.
6 сентября 2022 года при формировании правительства Лиз Трасс не получил никакого назначения.